# Oleg Sentsov
Oleg Gennadyevich Sentsov, em ucraniano:  Олег Геннадійович Сенцов, Oleh Hennadiovych Sentsov, (Simferopol, Crimeia, 13 de Julho de 1976) é um cineasta e escritor ucraniano, natural da Crimeia, mais conhecido pelo seu filme Gamer, de 2011. Após a anexação da Crimeia pela Federação Russa foi preso naquele território, e condenado a vinte anos de prisão por um tribunal russo, sob a acusação de conspirar actos terroristas. Esta condenação tem sido amplamente descrita como fabricada ou exagerada. A 14 de Maio de 2018 entrou em greve de fome sem previsão de término, em protesto contra a prisão de 65 presos políticos ucranianos na Rússia e exigindo a sua libertação.
A 12 de Dezembro de 2018 recebeu o Parlamento Europeu o Prémio Sakharov para a Liberdade de Pensamento, em reconhecimento e solidariedade para com a sua luta. Na ocasião o Parlamento Europeu apelou à libertação imediata de Oleg Sentsov, descrevendo-o como um símbolo da luta pela libertação de todos os prisioneiros políticos na Rússia.

## Biografia
Sentsov nasceu a 13 de julho de 1976, em Simferopol, no Oblast da Crimeia, na então República Socialista Soviética da Ucrânia. Entre 1993 e 1998 estudou economia em Kiev. As suas duas primeiras curtas-metragens foram A Perfect Day for Bananafish (2008) e The Horn of a Bull (2009). A sua primeira longa-metragem, Gamer, estreou no Festival Internacional de Cinema de Roterdão em 2012. O sucesso obtido neste e noutros festivais ajudou a conseguir financiamento para a sua próxima produção, Rhino, adiada devido ao seu trabalho com o movimento de protesto Euromaidan. As filmagens estavam programadas para ter início no Verão de 2014.
Após o surto de protestos do Euromaidan em Novembro de 2013, Sentsov tornou-se um activista de "AutoMaidan" e durante a crise da Crimeia de 2014 ajudou a entregar comida e suprimentos a militares ucranianos retidos nas suas bases da Crimeia. Sentsov afirmou que não reconhece a anexação da Crimeia pela Russia. 
Sentsov é pai de dois filhos.

## Prisão e julgamento

### Prisão e detenção
Sentsov foi preso a 11 de Maio de 2014 na Crimeia, por suspeita de "conspiração de actos terroristas". Com Gennady Afanasyev, Alexei Chirnigo, e Alexander Kolchenko, tornou-se um dos quatro cidadãos ucranianos detidos pelo Serviço Federal de Segurança russo, que os acusaram de tentar realizar ataques terroristas em pontes, linhas de energia, e monumentos públicos, nas cidades da Crimeia de Simferopol, Ialta, e Sebastopol. Estas acusações são puníveis com até vinte anos de prisão.
Após ser detido durante três semanas sem que fossem formuladas acusações, o Serviço Federal de Segurança acusou os quatro Ucranianos de serem "parte de uma célula terrorista, com o objectivo de provocar explosões com dispositivos caseiros a 9 de Maio de 2014, perto da Chama Eterna do memorial e monumento a Lenine, em Simferopol, e de incendiar os escritórios da organização pública Comunidade Russa da Crimeia organização pública, e da filial de Simferopol do partido Rússia Unida a 14 e 18 de abril de 2014". Sentsov, Afanasyev, Chirnigo e Kolchenko foram também acusados de associação ao grupo nacionalista paramilitar ucraniano Pravyy Sektor, acusação negada tanto por Sentsov como pelo Pravyy Sektor. Os promotores russos afirmaram que Sentsov confessou as conspirações terroristas. No entanto o cineasta e seu advogado, Dmitry Dinze, que defendeu os membros do Pussy Riot Nadezhda Tolokonnikova e Maria Alyokhina, negou isso, e tanto ele como Sentsov afirmaram que Sentsov foi espancado e ameaçado com estupro por forma a forçar a sua confissão. De acordo com os advogados de Sentsov, os investigadores recusaram-se a abrir um processo sobre as suas alegações de tortura, sugerindo que as contusões que apresentava haviam sido auto-infligidas, e que Sentsov era adepto de sado-masoquismo.
Depois de 19 de Maio de 2014 Sentsov esteve detido em Moscovo, na prisão de Lefortovo. A 26 de Junho de 2014 o Conselho Presidencial da Rússia para os Direitos Humanos apelou para o Vice-Procurador-Geral Viktor Grin para que fossem revistas as circunstâncias da prisão de Sentsov e Kolchenko. Uma resposta, publicada no site oficial do Conselho, afirmava que os procuradores russos não encontrado "nenhuma razão" para alterar a detenção dos suspeito. A 7 de Julho de 2014 a prisão de Sentsov foi prorrogada até 11 de Outubro. Em Outubro de 2014 a sua prisão foi novamente prorrogada até 11 deJjaneiro de 2015.
As autoridades ucranianas foram proibidas pelas suas congéneres russas de contactar ou ajudar Sentsov. De acordo com Sentsov, este foi privado da sua cidadania ucraniana.

### Julgamento
A 21 de julho de 2015,Sentsov foi julgado por terrorismo na Rússia entre clamor internacional e uma carta aberta de destacados directores de cinema europeus, como Pedro Almodóvar, Ken Loach, Béla Tarr, e Wim Wenders.
A 31 de Julho a principal testemunha de acusação, Gennady Afanasyev, retirou o seu depoimento em tribunal, afirmando que havia sido dado sob coação. De acordo com o advogado de Afanasyev o seu cliente fora torturado, inclusive com recurso a corrente eléctrica.
A 25 de agosto de 2015 um tribunal russo de Rostov-on-Don condenou Sentsov a vinte anos de prisão, sendo então preso em Yakutsk. Sentsov inicialmente cumpriu a sua pena na República Sakha. Em Setembro de 2017 foi alegadamente transferido para uma prisão no norte da Rússia, no Distrito Autónomo de Iamalo-Nenets. Recusa as visitas da sua família, após ter observado que após a partida dos visitantes, outros presos "caem numa terrível depressão profunda". Em Outubro de 2016 a Rússia recusou-se a extraditar Sentsov para a Ucrânia, alegando que este é um cidadão russo.

### Detenção
Sentsov cumpre actualmente a sua sentença em Labytnangi no Distrito Autónomo de Iamalo-Nenets, no norte da Rússia. A 14 de Maio de 2018 deu início a uma greve de fome sem término certo, em protesto contra a prisão de todos os ucranianos presos políticos na Rússia, e exigindo a sua libertação.

## Reacções

### Ucrânia
De acordo com a Ouvidora da Ucrânia, Valeria Lutkovska, a decisão do tribunal de Rostov sobre os ucranianos Oleh Sentsov e Oleksandr Kolchenko constitui discriminação motivada pelo seu país de origem.
O Ministério dos Negócios Estrangeiros da Ucrânia, em comunicado no seu site oficial, chamou o julgamento "uma farsa judicial".

### Rússia
A 26 de Junho de 2014, o Conselho Presidencial de Direitos Humanos russo apelou ao Vice-Procurador-Geral Viktor Grin para rever as circunstâncias da prisão de Sentsov, e do seu colega activista Oleksandr Kolchenko. A resposta, publicada no site do Conselho, afirmava que os procuradores não haviam encontrado "nenhuma razão" para alterar a detenção de qualquer dos suspeitos.
Mais de 60 membros da associação PEN russa,  assim como vários grandes cineastas russos manifestaram o seu apoio, incluindo Nikita Mikhalkov, Andrey Zvyagintsev e Alexander Sokurov.
A associação de Direitos Humanos Memorial declarou que Sentsov e Kolchenko são presos políticos na Rússia.

### Internacional
A União Europeia e os Estados Unidos condenaram a detenção de Sentsov, apelando à sua libertação.
A Alta Representante para os Negócios Estrangeiros e Política de Segurança da União Europeia, Federica Mogherini afirmou que "a UE considera que o caso está em violação do direito internacional e das mais elementares normas de justiça."
Os governos ocidentais, a Amnistia Internacional, e o vice-presidente da Academia de Cinema Europeu Mike Downey, descreveram o processo como uma farsa judicial.

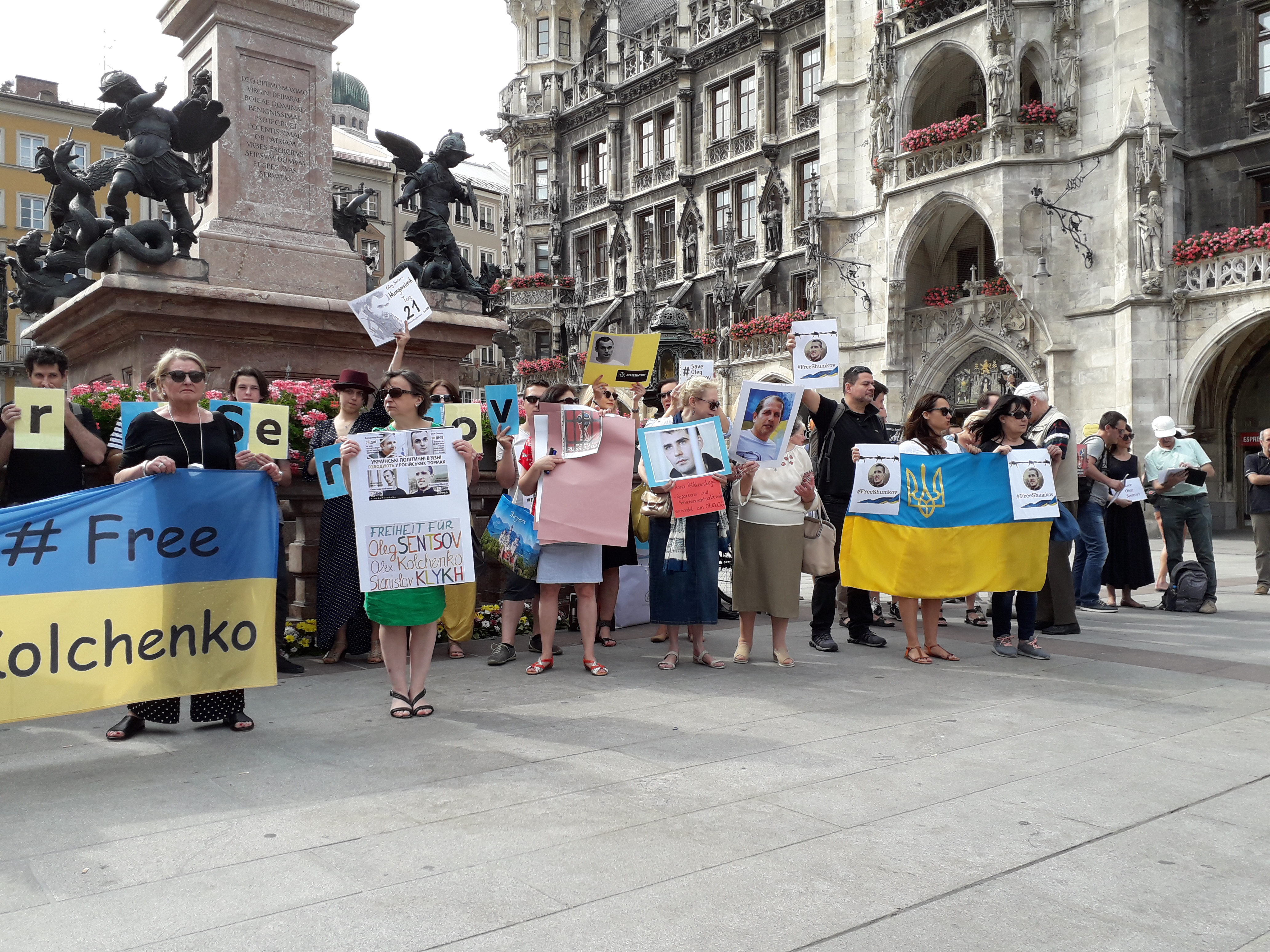
Demonstração de apoio a Oleg Sentsov a 3 de Junho de 2018, em Munique.

Os Estados Unidos apelaram à condenação de um "erro judicial", informando que "Sentsov e Kolchenko eram perseguidos pelas autoridades por conta da sua oposição à tentativa de anexação da Crimeia pela Rússia." Afirmando que Sentsov e Kolchenko haviam sido "tomados como reféns em território ucraniano", convidou a Federação Russa a "implementar os compromissos feitos aquando da assinatura ds acordos de Minsk, libertando imediatamente Oleg Sentsov, Aleksandr Kolchenko, Nadia Savchenko, e todos os restantes reféns".
O enviado especial dos direitos humanos e assuntos humanitários do governo alemão declarou que foi "sacudido" pela gravidade das penas, pedindo à Rússia que cumpra com as normas do Conselho da Europa para o tratamento humano dos prisioneiros.
Os directores de cinema europeus Agnieszka Holland, Ken Loach, Mike Leigh, e Pedro Almodóvar co-assinaram a 10 de Junho de 2014 uma carta da Academia de Cinema Europeu às autoridades russas, exigindo que as acusações contra Sentsov fossem retiradas, e as denúncias de tortura investigadas. O director de cinema iraniano Mohsen Makhmalbaf dedicou a sua aceitação do Prémio Robert Bresson 2015 do Festival de Cinema de Veneza a Sentsov, chamando a condenação de uma "grande injustiça", e a sentença "um passo para intimidar toda a sociedade russa, especialmente os intelectuais e artistas".
A 14 de junho de 2018, o Parlamento Europeu apoiou uma resolução sobre a libertação imediata de Oleg Sentsov e outros presos políticos ucranianos. Antes da votação, todos os principais grupos políticos do Parlamento Europeu, quando se discutia a situação dos direitos humanos na Rússia, apelaram à libertação de Oleg Sentsov e de outros 158 prisioneiros políticos detidos no país. Os participantes do debate salientaram a necessidade de continuar as sanções e a pressão sobre o Kremlin, e apelaram aos líderes europeus e diplomatas que não participassem do Campeonato do Mundo, que teve início nesse dia, na Rússia.
A 15 de Junho de 2018, o Sejm da Polónia aprovou uma resolução exigindo a libertação dos ucranianos presos na Rússia por motivos políticos. Na resolução os deputados exigiam, em particular, a libertação de Oleg Sentsov, Alexandr Kolchenko, e Romano Sushchenko.

## Funciona

### Filmes
| Ano  | Filme                                  |         |            |              |              |        |       |
| Ano  | Filme                                  | Diretor | Roteirista | Produtor     | Ator         | Função | Notas |
| ---- | -------------------------------------- | ------- | ---------- | ------------ | ------------ | ------ | ----- |
| 2011 | Gamer                                  | Y       | Y          | Y            | documentário |        |       |
| 2013 | Rhino                                  | Y       | Y          | não terminou |              |        |       |
| 2017 | Processo: estado russo vs Oleg Sentsov | Y       | cameo      | documentário |              |        |       |

### Prosa
- "Купите книгу — она смешная" ("Compra o livro, é engraçado", 2014)[49]
- Рассказы ("Contos". Kiev: Laurus, 2015)

### Dramaturgia
- "Номера" (Nomera) — dramaturgo.[50][51]